# Кубок Лихтенштейна по футболу 2021/2022
Кубок Лихтенштейна по футболу 2021/22 (нем. Liechtensteiner Cup 2021/22) — 77-й сезон ежегодного футбольного соревнования в Лихтенштейне. Победитель кубка квалифицируется в квалификационный раунд Лиги Конференций УЕФА 2022/23. Обладателем кубка в 48-й раз стал Вадуц.

## Первый раунд
Матчи состоялись 28, 29 сентября. В первом раунде участвовали 8 команд.
| Хозяева        | Счёт      | Гости           |
| -------------- | --------- | --------------- |
| Вадуц III      | 1:3       | Бальцерс II     |
| Шан II Аццурри | 5:4       | Тризен II       |
| Руггель II     | 2:2 (5:4) | Эшен-Маурен II  |
| Тризенберг II  | 0:1       | Эшен-Маурен III |

## Второй раунд
Матчи состоялись 29 октября, 2,3 и 10 ноября. Во втором раунде участвуют 8 команд.
| Хозяева     | Счёт | Гости           |
| ----------- | ---- | --------------- |
| Руггелль II | 2:0  | Эшен-Маурен III |
| Шан II      | 0:6  | Тризен          |
| Бальцерс II | 0:2  | Вадуц II        |
| Тризенберг  | 1:2  | Шан             |

## 1/4 финала
Матчи 1/4 финала состоялись 15, 16 марта.
В 1/4 финала участвуют 8 команд.
| Хозяева     | Счёт | Гости       |
| ----------- | ---- | ----------- |
| Тризен      | 2:5  | Бальцерс    |
| Руггелль II | 0:12 | Вадуц       |
| Шан         | 0:4  | Эшен-Маурен |
| Вадуц II    | 1:2  | Руггель     |

## 1/2 финала
Матчи 1/2 финала состоялись 15 апреля.
| Хозяева  | Счёт | Гости       |
| -------- | ---- | ----------- |
| Бальцерс | 1:3  | Вадуц       |
| Руггелль | 0:1  | Эшен-Маурен |

## Финал
Финал состоялся 3 мая 2022 года.
| Хозяева     | Счёт | Гости |
| ----------- | ---- | ----- |
| Эшен-Маурен | 1:3  | Вадуц |